# Leonor Joher Besalú
Leonor Joher Besalú (Orriols, Alt Empordà, 1936 - Santa Eugènia de Ter (Girona), 23 de maig de 1999) fou una militant obrera i una destacada activista veïnal gironina del barri de Santa Eugènia de Ter.

## Biografia
Leonor Joher Besalú va néixer a pagès l'any 1936, al poble d'Orriols, a l'Alt Empordà. Tal com continuava succeint en aquells anys, sobretot entre les famílies camperoles amb pocs recursos, el treball infantil era una necessitat bàsica per a la subsistència familiar i la Leonor va anar poc a l'escola. De ben jove va marxar a servir a Girona i d'allà a Perpinyà, on va viure tres anys. Cap a la meitat dels anys cinquanta es va instal·lar a Santa Eugènia de Ter, poble que fou annexionat a Girona l'any 1963. El treball en el servei domèstic l'acompanyà al llarg de la vida i també va ser dependenta en una sabateria i una llibreria. Des del 1966, ja casada, va combinar els treballs remunerats amb els treballs a la llar i la criança dels seus dos fills i la filla que va tenir. Paral·lelament, a partir de la dècada de 1970 va participar molt activament en els moviments veïnals i la vida associativa i cultural d'aleshores barri gironí de Santa Eugènia de Ter, dedicacions que va mantenir fins al final de la seva vida l'any 1998.
Fou militant de la Joventut Obrera Catòlica (JOC), així com vocal d'Urbanisme i de Cultura de l'Associació de Veïns i Veïnes de Santa Eugènia de Ter, des d'on va recuperar la tradicional Festa Major de Santa Eugènia de Ter.
Leonor Joher moria al barri de Santa Eugènia (Girona) el 23 de maig de 1999.

## Implicació amb els moviments veïnals
El barri de Santa Eugènia de Ter anava mal creixent, es destruïen referents d'identitat col·lectiva, com els plataners, el cementiri, algun edifici antic o es perdien del tot, com el pont del Dimoni. A la segona meitat dels anys 70 el veïnat es va organitzar enfront d'intervencions urbanístiques molt agressives, contra les quals Leonor Joher va tenir un paper destacat. La presència de dones, en general més joves, va arribar a ser significativa en l'Associació de Veïns i veïnes, constituïda com a tal l'any 1979. Tot i que ella inicialment no es veia preparada per assumir càrrecs a la junta, va arribar a encapçalar debats verbals potents amb les autoritats municipals, arran de la lluita que, juntament amb els barris fronterers, van sostenir contra el projecte d'autovia que partia la zona.
Leonor Joher va formar part de la junta de l'associació, del grup d'urbanisme i també del de cultura des d'on van recuperar les festes tradicionals de Santa Eugènia de Ter. Va ser molt destacada la seva contribució per a la reconstrucció d'una potent identitat comunitària de barri, que és també un tret singular dels altres pobles annexionats el mateix any 1963. I també va col·laborar en la revista que van decidir nomenar el Pont del Dimoni, en homenatge al “mític i estimat pont” del qual el ple de l'Ajuntament de Girona en va aprovar el projecte de reconstrucció el bjuny 2014. La dedicació de Leonor Joher per preservar i recuperar, amb moltes altres dones i homes, el patrimoni i la identitat de la seva comunitat, la va mantenir fins que va morir l'any 1999 i avui continua donant fruits. El març de 2012 l'Ajuntament de Girona li va retre homenatge, tot inaugurant la plaça Leonor Joher Besalú
Quan l'any 2008 Anna M. Molist, una antiga presidenta de l'Associació de Veïns i veïnes de Santa Eugènia de Ter, la recordava i deia que va aprendre molt d'ella, ens feia patent que es relacionava des del reconeixement i circulació d'autoritat que fan créixer les persones.

## Llegat
L'any 2009 l'Institut Català de les Dones dedicava el seu calendari anual a 12 dones importants dins del moviment municipalista i obrer a Catalunya. La Leonor Joher fou una de les homenatjades.
El 8 de març de 2012, coincidint amb el Dia Internacional de les Dones, s'inaugurava al barri de Santa Eugènia de Ter la plaça de Leonor Joher, als antics terrenys del mercat de Santa Eugènia.